# تل سياه لوداب (لوداب)
تل سیاه لوداب (بالفارسية: تل‌سیاه لوداب) هي قرية تقع في إيران في قسم لوداب الريفي. يقدر عدد سكانها بـ 137 نسمة .